# قل للمليحة (قصيدة)
قصيدة قل للمليحة أو ذات الخمار هي قصيدة كتبها مسكين الدارمي في ثمانينيات القرن الهجري الأول، وتُعتَبر أول إعلان تسويقي معروف في التاريخ الإسلامي، وحدثت في الكوفة.

## القصة
ترجع القصة إلى القرن الثامن الهجري، تقول أنّ تاجرًا حجازيًّا، قدم إلى الكوفة لبيع الخُمر النسائية، فباعها ما عدا ذات اللون الأسود منها، إذ أعرضت بنات العراق عن شرائها. لم يرض التاجر الحجازي بمغادرة سوق الكوفة قبل بيع بضاعته، وعندها فكَّر التاجر في حيلة لإقناع النساء بشراء الخمار الأسود باللجوء لشاعر. ويومها كان الشاعر مسكين الدارمي قد اعتزل الشعر ومجالس الغناء واللهو واختلى في زاوية بأحد المساجد يرجو رحمة ربه. وعندما طلب منه التاجر الحجازي أن يساعده في إنقاذ بضاعته من الكساد رفض التفاعل معه، ولكنه رقّ له حين أكد له أنه سيعجز عن إعالة أسرته إذا لم يتمكن من بيع الخُمر السود. وحينها أنشد الدارمي أبياتا تصوّر ناسكًا اعتكف في المسجد واعتزل الدنيا، ولكن سيدة ترتدي خمارًا أسودًا أغوته وفتكت بمشاعره فهام في حبها.